# 2009년 조선민주주의인민공화국 미사일 발사
2009년 조선민주주의인민공화국 미사일 발사에 관한 문서이다.
조선민주주의인민공화국은 2009년 7월 두 차례에 걸쳐 미사일 시험을 실시했다. 2009년 7월 4일, 조선민주주의인민공화국(북한)은 7발의 단거리 미사일을 동해로 발사했다. 이는 이틀 전인 7월 2일에 4발의 미사일을 발사한 이후 시점이다. 이 미사일은 유엔 안전 보장 이사회 결의안 제1874호를 위반하여 발사되었다.

## 같이 보기
- 2009년 조선민주주의인민공화국 핵 실험
- 광명성 2호
- 2006년 조선민주주의인민공화국 핵 실험
- 2006년 조선민주주의인민공화국 미사일 발사
- 광명성 1호
- 1993년 조선민주주의인민공화국 미사일 발사